# Pirkenreith
Pirkenreith (früher auch Birkenreith) ist eine Ortschaft (Rotte) in der Marktgemeinde Rappottenstein im Bezirk Zwettl in Niederösterreich.

## Geografie
Die zwischen Pretrobruck und Neustift gelegene Ortschaft ist über eine Abzweigung von der Königswiesener Straße erreichbar und besteht aus einigen landwirtschaftlichen Anwesen und Einfamilienhäusern. Am 1. April 2020 umfasste die Ortschaft 16 Adressen.

## Geschichte
Der Ort wird bereits 1371 schriftlich als Piekenrewtt genannt, im Eintrag der Josephinischen Fassion aus Jahre 1786/87 hatte der Ort 16 Häuser.
Laut Franziszeischen Kataster bestanden in der Ortslage im Jahr 1823 fünf Gehöfte.
Mit der Aufhebung der Grundherrschaften in Folge des Umbruchs 1848 wurde der Ort 1849 ein Teil der Ortsgemeinde Pehendorf, zu dieser zählen auch die Streusiedlung Kleinkamp sowie die Einzellagen Ebenöd, Knappenhof und Wiesmühle.
Im Jahr 1938 waren laut Adressbuch von Österreich im Weiler Pirkenreith ein Schuhmacher und mehrere Landwirte ansässig.
Im Zuge der Niederösterreichischen Kommunalstrukturverbesserung kam der Ort nach der Auflösung der Ortsgemeinde Pehendorf am 1. Januar 1967 zur Gemeinde Rappottenstein und wurde der Katastralgemeinde Pehendorf zugeordnet.